# I liga Zachodniego Brzegu w piłce nożnej
I liga Zachodniego Brzegu w piłce nożnej – piłkarskie rozgrywki ligowe na najwyższym szczeblu w Palestynie. Ligę założono w 1977 roku. Jest jedną z dwóch najwyższych klas rozgrywkowych w tym państwie. Drugą jest I liga Strefy Gazy w piłce nożnej. Najwięcej mistrzostw zdobyła drużyna Szabab Al-Khalil SC. Rozgrywki toczą się na obszarze Zachodniego Brzegu.

## Historia
Pierwsze rozgrywki o mistrzostwo Zachodniego Brzegu zorganizowano w 1977 roku. Ich zwycięzcą została drużyna Silwan SC. Rozgrywki porzucono po sezonie 1986/1987. Wrócono do nich jednorazowo w sezonie 1997 oraz w sezonie 2006, gdzie od tego czasu organizowany były regularnie. Przerwano je dopiero w trakcie czwartej kolejki sezonu 2023/2024 przez konflikt zbrojny między Palestyną a Izraelem.

## Drużyny w sezonie 2023/2024
| Uczestnicy edycji 2023/2024 | Uczestnicy edycji 2023/2024 | Uczestnicy edycji 2023/2024 |
| Poz.                        | Drużyna                     | Miejscowość                 |
| --------------------------- | --------------------------- | --------------------------- |
| 1.                          | Szabab Az-Zahirija          | Az-Zahirija                 |
| 2.                          | Thagafi Tulkarm             | Tulkarm                     |
| 3.                          | Markaz Balata               | Nablus                      |
| 4.                          | Szabab Al-Khalil SC         | Dura                        |
| 5.                          | Dżabal Al-Mukaber           | Jerozolima                  |
| 6.                          | Hilal Al-Quds Club          | Ar-Ram                      |
| 7.                          | Taradżi Wadi Al-Nes         | Wadi Al-Nes                 |
| 8.                          | Szabab Al-Ubajdijja         | Al-Ubajdijja                |
| 9.                          | Szabab Al-Samu              | Hebron                      |
| 10.                         | Szabab Al-Bira              | Al-Bira                     |
| 11.                         | Ahli Al-Khalil              | Hebron                      |
| 12.                         | Al-Sawahira                 | Ar-Ram                      |

Źródło:

## Mistrzowie ligi
Mistrzowie I ligi Zachodniego Brzegu:
- 1977: Silwan SC
- 1979: Szabab Al-Khalil SC
- 1980: Markaz Tulkarm
- 1982: Szabab Al-Khalil SC
- 1984: Markaz Tulkarm
- 1985: Szabab Al-Khalil SC
- 1986: Szabab Al-Khalil SC
- 1997: Markaz Szabab al-Amari
- 1999: Szabab Al-Khalil SC
- 2000: Taradżi Wadi Al-Nes
- 2006: nieznany
- 2007: Taradżi Wadi Al-Nes
- 2008/09: Taradżi Wadi Al-Nes
- 2009/10: Dżabal Al-Mukaber
- 2010/11: Markaz Szabab al-Amari
- 2011/12: Hilal Al-Quds Club
- 2012/13: Szabab Az-Zahirija
- 2013/14: Taradżi Wadi Al-Nes
- 2014/15: Szabab Az-Zahirija
- 2015/16: Szabab Al-Khalil SC
- 2016/17: Hilal Al-Quds Club
- 2017/18: Hilal Al-Quds Club
- 2018/19: Hilal Al-Quds Club
- 2019/20: Markaz Balata
- 2020/21: Szabab Al-Khalil SC
- 2021/22: Szabab Al-Khalil SC
- 2022/23: Dżabal Al-Mukaber
- 2023/24: rozgrywki przerwano

## Statystyki

### Tabela medalowa
Mistrzostwo Zachodniego Brzegu zostało do tej pory zdobyte przez 9 różnych drużyn.
Stan po sezonie 2022/2023.
| Klub                   | Liczba tytułów |
| ---------------------- | -------------- |
| Szabab Al-Khalil SC    | 8              |
| Hilal Al-Quds Club     | 4              |
| Taradżi Wadi Al-Nes    | 3              |
| Dżabal Al-Mukaber      | 2              |
| Markaz Szabab al-Amari | 2              |
| Markaz Tulkarm         | 2              |
| Szabab Az-Zahirija     | 2              |
| Markaz Balata          | 1              |
| Silwan SC              | 1              |